# Charles Rouxel
Charles „Charly“ Rouxel (* 6. April 1948 in Bricquebec) ist ein ehemaliger französischer Radrennfahrer.

## Sportliche Laufbahn
Rouxel war im Straßenradsport und im Bahnradsport aktiv und begann 1963 mit dem Radsport im Verein VS La Haye Plesnel. In einigen Jahren bestritt er auch Querfeldeinrennen (heutige Bezeichnung Cyclocross) und konnte auch einige Rennen in dieser Disziplin gewinnen.
Als Amateur gewann er 1968 das Etappenrennen Tour de la Manche vor Bernard Laurent. 1969 holte er einen Etappensieg in der Tour de l’Avenir (51. Gesamtrang) und gewann die Deux Jours de Caen, wobei er beide Etappen gewann. In der Internationalen Friedensfahrt 1969 kam er beim Sieg seines Teamkollegen Jean-Pierre Danguillaume auf den 7. Platz. Im Amateurrennen der Straßenradsport-Weltmeisterschaften wurde er 32.
Von 1970 bis 1978 war er Berufsfahrer. Er gewann die erste Austragung der Mittelmeer-Rundfahrt 1974 vor Cyrille Guimard. Den Circuit de l’Indre gewann er vor Alain Nogues. Etappensiege holte Rouxel 1975 im Étoile de Bessèges und in der Belgien-Rundfahrt, 1976 in der Tour de Corse cycliste, 1978 in der Tour d’Indre-et-Loire. 1975 war er im Eintagesrennen Grand Prix d’Antibes erfolgreich. 1975 kam er im Étoile de Bessèges hinter Patrick Béon auf den zweiten Rang.
Die Tour de France fuhr er sechsmal. 1973 wurde er 36., 1974 74., 1975 52., 1976 58. und 1978 33. der Gesamtwertung. 1977 war er ausgeschieden. In der Vuelta a España 1971 wurde er 56. Im Profirennen der Straßenradsport-Weltmeisterschaften 1971 kam er auf den 5. Platz, 1973 schied er aus.
Auf der Bahn gewann er einige Rennen im Zweier-Mannschaftsfahren, unter anderem mit Patrick Sercu und Barry Hoban als Partner.